# Espinosa de Henares
Espinosa de Henares es un municipio y localidad española de la provincia de Guadalajara, en la comunidad autónoma de Castilla-La Mancha. El término municipal cuenta con una población de 690 habitantes (INE 2024).

## Geografía

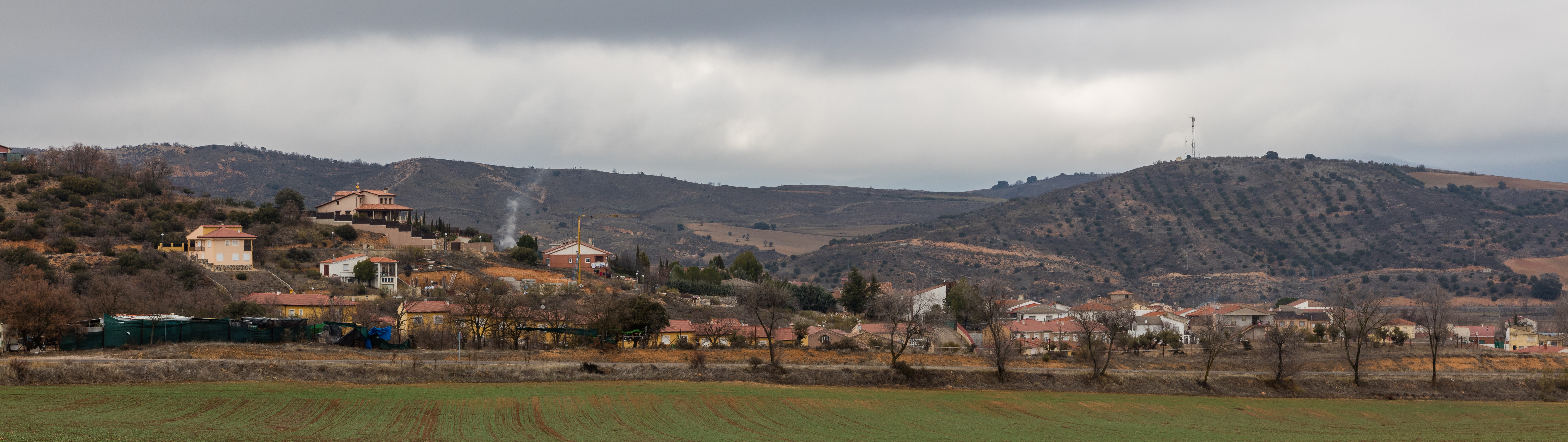
Vista de la localidad

Situado a 37 km de la capital provincial (Guadalajara). El municipio tiene anexionadas las pedanías de Carrascosa de Henares y Valdeancheta (deshabitada), la superficie del término municipal es de 36 km².

## Historia
La existencia de Espinosa de Henares no se remonta más allá de la Baja Edad Media. Tuvo importancia este paraje, donde el Henares recibe las aguas del río Aliendre que baja desde Cogolludo, unos dos o tres kilómetros aguas arriba, ya desde una remota antigüedad. Sabido es que por este valle del Henares pasaba la calzada romana denominada Iter XXV que desde Mérida se dirigía a Zaragoza, y según los cálculos descritos en los clásicos itinerarios romanos, por la península ibérica, esta zona del Henares por Espinosa corresponde a la población de Caesada. Es indudable la existencia de villas romanas y otras construcciones antiquísimas en el lugar denominado de Santas Gracias, en la junta de los ríos, pues allí se han encontrado numerosos y curiosos objetos arqueológicos de dicha época, estando necesitado el enclave de una investigación a fondo en este sentido. 
Poco más arriba, y en el lugar que hoy se conoce por Untiana, también a orillas del Henares, estuvo situada la aldea de Fonciana, de origen remotísimo, pero que indudablemente existía cuando la reconquista de la zona, pues Alfonso VI, en 1100, la donó a Vivencio, abad del monasterio bernardo de San Pedro de Gumiel, en la diócesis de Osma. Perteneció el lugar al alfoz y jurisdicción de Hita, pasando en 1335 al señorío del Obispo de Osma y más adelantado el siglo XIV al poderoso magnate alcarreño Iñigo López de Orozco, a través de cuya hija Teresa López, y siguiendo las vicisitudes de Espinosa, paso a la casa de los Mendoza. En el siglo XVI todavía estaba habitado este lugar de Fonciana. En sus proximidades está el famoso monte Tejer que era lo que centraba la riqueza de esta zona, y lo que en todo tipo de transmisiones y herencias aparece como destacado, mientras que se reserva el calificativo de simple casa o caserío para Espinosa. 
Quizás en la Baja Edad Media la población de los enclaves anteriormente citados se desplazó a lugar más ancho y cómodo, quedando constituido Espinosa como entidad de población. En el siglo XIV era su poseedor Iñigo López de Orozco, pasando a su muerte a su hija Teresa López. mujer de Pedro González de Mendoza, a cuyo poder paso en 1382, con jurisdicción propia. De este magnate lo heredo su hijo el almirante de Castilla, Diego Hurtado de Mendoza, quien lo dejó a la hija de su primer matrimonio, Aldonza de Mendoza, duquesa de Arjona. Esta, al morir en 1435, lo deja insuficientemente señalado en herencia, y su primo Diego Manrrique se apodera del lugar y riquezas de la difunta. Íñigo López de Mendoza, primer marqués de Santillana, reclama Espinosa y persigue a Manrique hasta Cogolludo, donde este se ha refugiado. Finalmente, y tras argüir Íñigo que fue incorporada al señorío de Hita cuando su abuelo Pedro González la adquirió, la villa de Espinosa de Henares pasa a los estados mendocinos, y en poder de los duques del Infantado se mantuvo hasta comienzos del siglo XIX.
Hacia mediados del siglo XIX, el lugar tenía contabilizada una población de 236 habitantes. La localidad aparece descrita en el séptimo volumen del Diccionario geográfico-estadístico-histórico de España y sus posesiones de Ultramar de Pascual Madoz de la siguiente manera:

ESPINOSA DE HENARES: v. con ayunt. en la prov. de Guadalajara (5 leg.)  part. jud. de Brihuega (4), aud. terr. de Madrid (15), c. g. de Castilla la Nueva, dióc. de Toledo (27): sit. en la falda de un cerro á la márg. izq. del r. Henares; le combaten todos los vientos y goza de un clima templado, sin que se conozcan mas enfermedades especiales que fiebres intermitentes producidas por las muchas aguas: tiene 58 casas, un buen palacio, propiedad del duque del Infantado, en el que ademas de la habitacion para el administrador y dependientes de la casa, está la sala consistorial y escuela de instruccion primaria, á la que concurren de 20 á 25 alumnos bajo la direccion de un maestro, dotado con 22 fan. de trigo que se le pagan de una memoria pía; hay una igl. parr. (La Asuncion de Ntra. Sra.) servida por un cura, cuya plaza es de entrada y de provision en concurso; el cementerio se halla en posicion que no ofende la salubridad pública; fuera de la pobl. se encuentra una fuente de buenas aguas que provee al vecindario, pero está tan próxima al Henares, que aun en las mas cortas avenidas queda envuelta; desde el palacio del duque principia un paseo bastante dilatado, que tuvo buenas calles de árboles, de los que han quedado muy pocos: confina el térm. N. Cogolludo; E. Carrascosa; S. Copernal y Valdeancheta, y O. Fuencemillan y Montarron; dentro de él se encuentra una ermita (La Soledad), el desp. del Monte y vestigios y ruinas de edificios; habiendo sucedido que al hacer algunas operaciones agrícolas, y principalmente al estraer piedra para la construccion de un molino, se hayan encontrado varios suntuosos sepulcros de piedras, y dentro de ellos huesos y anillos de oro y otros metales: el terreno participa de montuoso y llano, hay trozos de vega que fertiliza el r. Liendre, y un buen bosque titulado la Florida, propiedad del duque del Infantado; tambien atraviesa el térm. como queda indicado, el r. Henares, sobre el que hay un puente de piedra con 5 arcos ; pero no presta mas utilidad que la de impulsar un molino harinero con dos piedras, de propiedad particular, construido bajo la direccion de su dueño, contra el dictamen de algunos ingenieros que creian imposible la realizacion de la obra. caminos: los locales, de herradura y el carretero que llevan los conductores de la correspondencia á las estafetas de Cogolludo, Hita y Torija. correo: se recibe y despacha en la adm. de Cogolludo por medio de cualquier vecino que pasa á dicho punto, ó bien acudiendo los interesados á recogerlo. prod.: trigo, cebada, centeno, avena, judias, patatas, cáñamo, vino, guisantes, garbanzos, miel, melones y sandias; se cria ganado lanar, mular, vacuno y de cerda; caza de conejos, perdices y liebres; pesca de barbos y bogas. ind.: la agrícola y el mencionado molino harinero, el cual se halla en estado de prosperidad, pues acuden a él, no solo de Espinosa, sino de los pueblos limítrofes. comercio: esportacion de frutos sobrantes á los mercados de Cogolludo y Guadalajara, en los que se surte el vecindario de los art. que faltan. pobl.: 46 vec., 236 alm. cap. prod.: 780,000 rs. imp.: 62,400. contr.: 3,057 rs. 33 mrs. presupuesto municipal: 5,000 rs., se cubre por reparto vecinal.
(Madoz, 1847, p. 574)

## Demografía
Espinosa de Henares cuenta con una población de 690 habitantes (INE 2024).
| Gráfica de evolución demográfica de Espinosa de Henares entre 1842 y 2021 |
| |
| Población de derecho según los censos de población del INE Población de hecho según los censos de población del INEEntre el censo de 1950 y el anterior, crece el término del municipio porque incorpora a Valdeancheta Entre el censo de 1981 y el anterior, crece el término del municipio porque incorpora a Carrascosa de Henares |

## Patrimonio
Algunos de sus monumentos son el puente de posible origen romano, emblema de la villa. El puente fue reconstruido en 1921. Otro edificio importante es el convento de Santa Clara fundado en 1899, llegó a albergar un centro educativo. La parroquia de nuestra señora de la Asunción, del siglo XIII, aunque destruida durante la guerra civil. El campanario es original de este siglo. 

### Puente
El puente cruza sobre el río Henares  y es obra muy antigua, de traza medieval, aunque no se descarta su posible origen romano. Fue labrado hacia la segunda mitad del siglo XV, formado originalmente por cinco arcos ojivales; de éstos, el más cercano al pueblo era el canal que llevaba agua al molino. 
Antiguamente pasaba el agua por tres de sus cinco ojos, sin contar el del canal, pero hoy lo hace solo por uno y el ojo más alejado del pueblo es por donde hoy paso otro canal que recoge el agua que ha servido para alimentar la turbina de la fábrica de harinas situada poco más arriba.
Cimientos y pilares de otro puente muy antiguo pueden verse unos dos o tres kilómetros río abajo desde este puente, tras pasar la segunda presa, se habla también de la existencia de otro puente en el término de Espinosa, frente a la fábrica de harinas de los señores Mayo, señalando livianos rastros de empedrado que le hacen suponer que la calzada romana cruzaría al río a ese nivel.

### Iglesia de la Asunción
Los cronistas alcarreños fijan el origen de la iglesia parroquial de Espinosa hacia el siglo XIX, momento en que la villa comenzó a ganar importancia bajo el señorío de los Mendoza, que sustituyeron la primitiva ermita por una iglesia de una sola nave, de fábrica de ladrillo y cubierta con una techumbre de atirantados adornada con taraceas poligonales y artesonados de marcado carácter mudéjar.

### Ermita
En 1580 declaraban los vecinos que en el lado sureste del pueblo se encontraba la ermita de Ntra. Sra de la Santa Cruz, y tenían memoria de otra que existió en Santas Gracias. Los actuales vecinos de Espinosa recuerdan otra ermita, la de San Blas, cuyo pavimento volvieron a descubrir hace unos años, al arar con los tractores la tierra que cubría y cubre sus restos. La ermita de San Blas se hallaba a unos dos kilómetros de pueblo, siguiendo el camino de la vega del molino, y se la menciona en las declaraciones de 1752 como propia de esta villa.
La otra ermita, y de las tres la única que queda hoy, es la de Ntra. Sra de la Soledad, cuyo origen se desconoce, aunque ya se menciona en los libros del archivo parroquial de 1750, fue destrozada durante la Guerra Civil y reconstruida poco después con forma cuadrangular y una cúpula sobre la que se alza un sagrado Corazón. Está situada a mano derecha según se sale del puente para entrar al pueblo. En ella la venera la imagen de la virgen de la Soledad.

### Convento
Adosado a una fábrica de harinas y rodeado por el río, el puente y la carretera de Carrascosa, se halla instalado un convento de monjas Clarisas Franciscanas de vida recogida y claustra].
Fundado el 23 de agosto de 1899 por un matrimonio de Medinaceli ciudad de cuyo convento de la misma orden llegaron las cuatro primeras monjas contemplativas a Espinosa, fue la primera abadesa de este convento de Ntra. Sra de la Asunción sor Vicenta de San José.
Su vida de oración y silencio fue interrumpida el 24 de julio de 1936 fecha en que los marxistas incautaron el convento y sus posesiones siendo luego destruido por las bombas. Sus catorce monjas huyeron a pueblos vecinos y al acabar la guerra encontraron el convento destruido y saqueados sus archivos y obras de arte. Después fue reconstruido por Regiones Devastadas.
Tras el Concilio Vaticano II las religiosas que alternaban la vida contemplativa con la docencia en su colegio para niños, se vieron forzadas a elegir entre el colegio y la clausura, decidiendo cerrar aquel y dedicarse enteramente a la vida espiritual.
En 2013 la comunidad misionera Servidores del Evangelio de la Misericordia de Dios recibió como regalo del Obispado de Sigüenza este convento y lo reabrio dándole una nueva vida al convento con actividades para todos los estados de vida de la Iglesia católica.